# Entoloma fulvoviolaceum
Entoloma fulvoviolaceum är en svampart som tillhör divisionen basidiesvampar, och som beskrevs av Machiel Evert ("Chiel") Noordeloos och Vauras. Entoloma fulvoviolaceum ingår i släktet Entoloma, och familjen Entolomataceae. Arten har ej påträffats i Sverige.